# Benna (Bissiga)
Pour les articles homonymes, voir Benna.
Benna est une commune située dans le département du Bissiga de la province de Boulgou dans la région du Centre-Est au Burkina Faso.